# Бедствия войны
«Ужасы войны» (исп. Los Desastres de la Guerra) — серия из 82 гравюр Франсиско Гойи, созданных в период между 1810 и 1820 годами. Историки искусства рассматривают эту серию как протест против жестокости подавления антифранцузского восстания второго мая, последовавшей за ним войны на Пиренейском полуострове и реакционной политики восстановленной династии Бурбонов.

## Описание

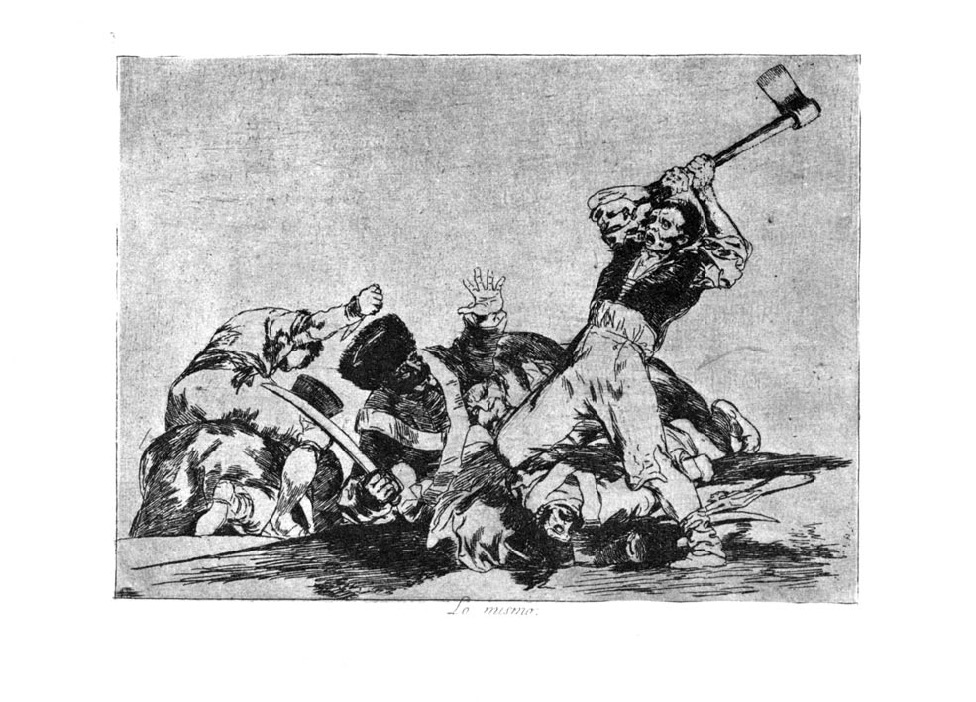
Лист 3: Со здравым смыслом или без него? (Lo mismo). Мужчина готовится отрубить топором голову солдату.

Во время войны между Наполеоновской империей и Испанией, Гойя занимал должность первого живописца двора и продолжал писать портреты испанских и французских вельмож. Война очень сильно задела его, но он хранил свои чувства в себе. Когда он начал работу над серией, его здоровье ослабло, он почти оглох. Впервые гравюры были опубликованы спустя 35 лет после его смерти. Только тогда стало возможным опубликовать работы, критикующие и французов, и испанских монархов.
«Ужасы войны», название под которым серия известна в настоящее время, было предложено не Гойей. Собственноручно сделанная подпись на альбоме, данном другу, гласила «Фатальные последствия кровавой войны Испании с Бонапартом и другие выразительные капричос» (исп. Fatales consequencias de la sangrienta guerra en España con Buonaparte, Y otros caprichos enfáticos)

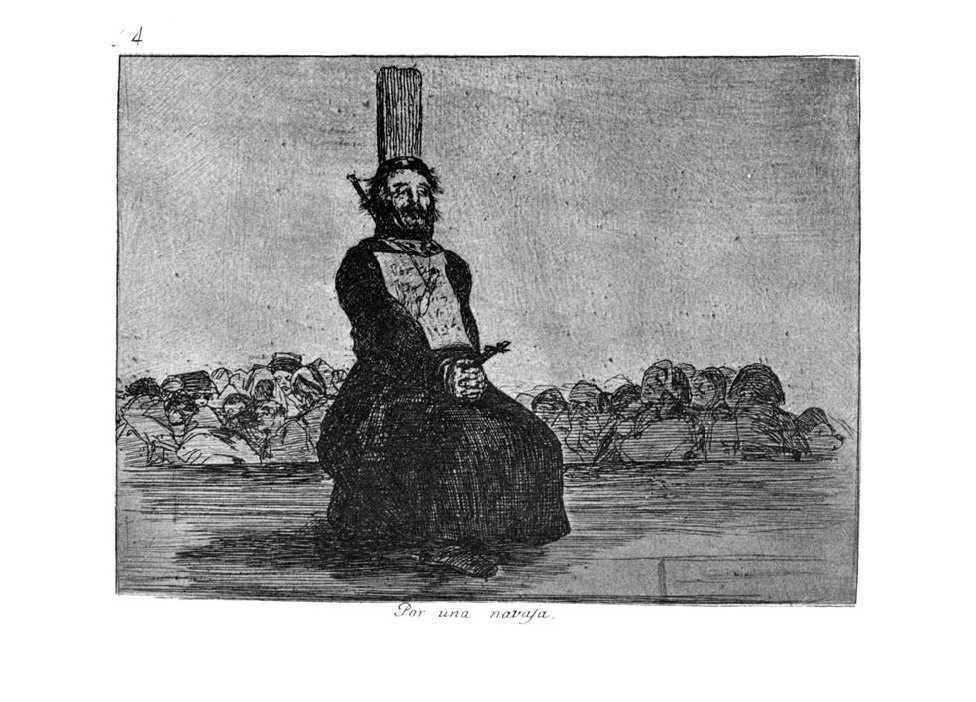
Лист 34: За складной нож (Por una navaja). К столбу привязан священник с крестом в руках. На груди — табличка, на которой написано преступление за которое его казнят — ношение ножа.

Не считая подписей к самим гравюрам, это единственные слова Гойи относительно серии. В этой цикле Гойя отходит от традици толковать войну в героическим ореолое. Художники изображали войну метафорически, делая акцент на героизме, романтике и военной славе. Гойя же показал катастрофическое действие войны на отдельного человека. Кроме того он отказался от использования цвета в пользу работы со светом и тенью.

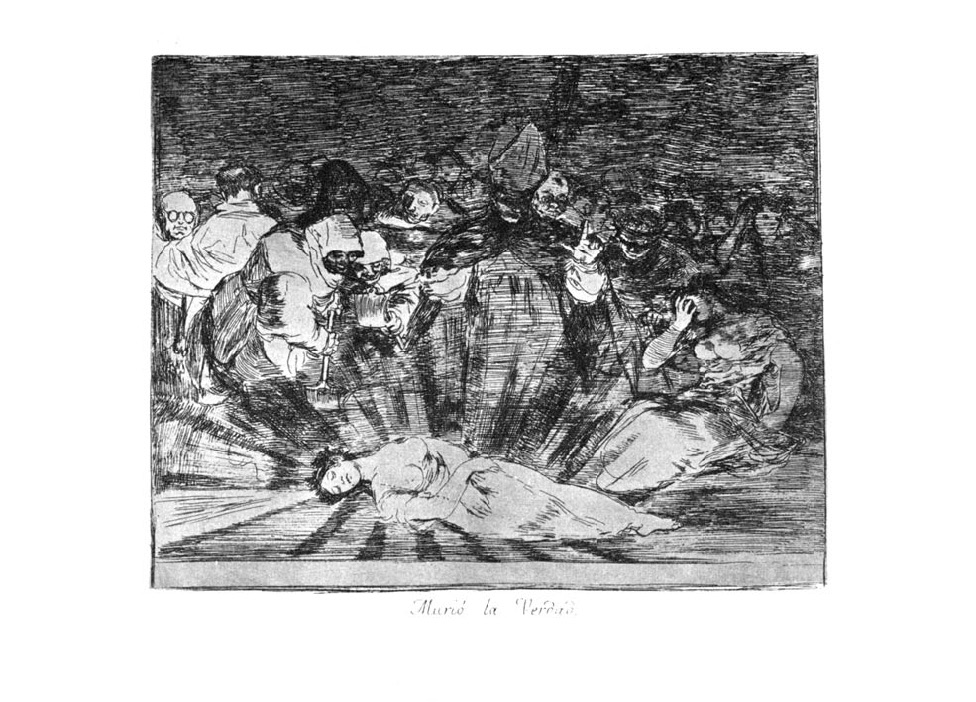
Лист 79: Правда умерла (Murió la Verdad). Заключительная гравюра. На ней изображена лежащая с обнажённой грудью женщина, аллегория Испании Правды, или Испанской Конституции, окружённая молящимися в скорби мужчинами. Справедливость (справа) прячется в Тени.

Гравюры были изготовлены методом глубокой печати. Как и другие гравюры Гойи, их иногда называют офортами, иногда акватинтами. Серию обычно делят на три группы условно по времени создания. Первые 47 изображают отдельные сцены войны и показывают последствия войны на отдельных солдат и граждан. Гравюры с 48 по 64 отражают последствия голода, обрушившегося на Мадрид в 1811—1812 годах. Последние 17 гравюр отражают разочарование либерально настроенной части населения, вызванное политикой Бурбонов — отменой Конституции 1812 года и противодействием реформам.

## Исторические предпосылки

Картина Третье мая 1808 года в Мадриде, как и Восстание 2 мая 1808 года в Мадриде посвящена испанскому сопротивлению против французской оккупации 1808 года.

18 февраля 1799 года Наполеон I  объявил себя первым консулом французской республики, а в 1804 году стал императором. Испания представляла интерес для Франции, так как контролировала доступ к Средиземному морю. Правящий в то время в Испании Карл IV многими считался недостаточно способным. Существенную угрозу власти Карла представлял его пробританский наследник, кронпринц Фердинанд. Наполеон предложил Карлу начать совместную испано-французскую кампанию против Португалии. Приобретения предполагалось разделить между Францией, Испанией и испанским премьер-министром Мануэлем де Годой, который должен был получить титул герцога Алгарве. Годои согласился на предложение, не сумев рассмотреть за ним реальные мотивы Наполеона и Фердинанда.
В ноябре 1807 года 23-тысячная французская армия вошла в Испанию, якобы для помощи испанским войскам. Даже в феврале, когда их намерения стали ясны, французы не встретили сильного сопротивления. В 1808 году народное восстание, организованное сторонниками Фердинанда, не оставило Карлу другого выбора, кроме как отречься от престола, что он сделал 19 марта 1808 года. В итоге его сын взошёл на трон под именем Фердинанда VII. Фердинанд рассчитывал на поддержку Франции, однако Наполеон и его доверенный военачальник Иоахим Мюрат сочли, что Испания нуждается в более компетентных и прогрессивных правителях, нежели Бурбоны. На роль короля Испании они выбрали Жозефа Бонапарта, брата Наполеона. Наполеон пригласил Карла и Фердинанда в Бэйон во Франции и там убедил их отказаться от прав на престол в пользу Жозефа.
После французского вторжения, Гойя, как и многие другие либералы, оказался в сложном положении. Он поддерживал цели Французской революции и надеялся, что её идеалы помогут освободить Испанию от феодализма, будут способствовать её превращению в светскую страну с демократической формой правления. В то время Испанию раздирали два конфликта — борьба с французской интервенцией и борьба за либерализацию страны с правящим классом. После отступления французов на первый план вышла политическая борьба.

### Война

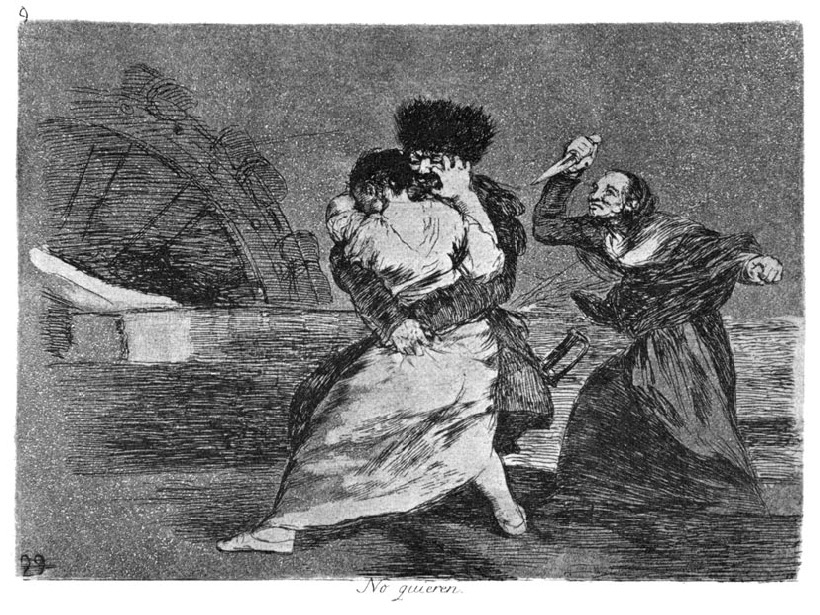
Лист 9: Они не хотят (No quieren). Солдат пытается изнасиловать отчаянно сопротивляющуюся молодую женщину и не замечает как сзади подкрадывается старуха с ножом.
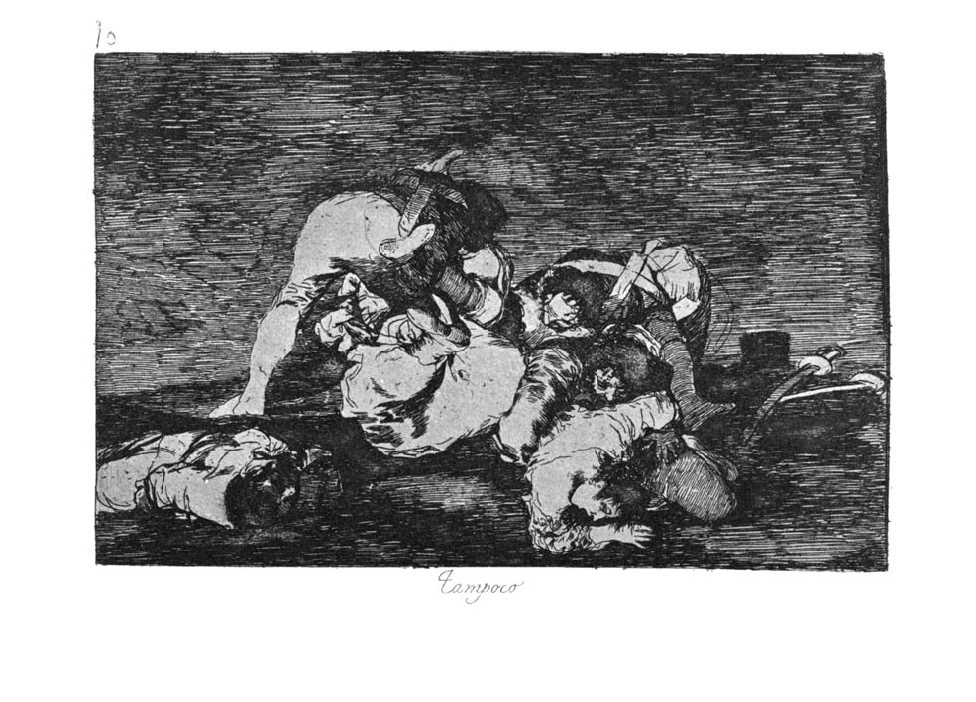
Лист 10:Эти тоже против (Tampoco). Испанские женщины были частыми жертвами насилия со стороны солдат.
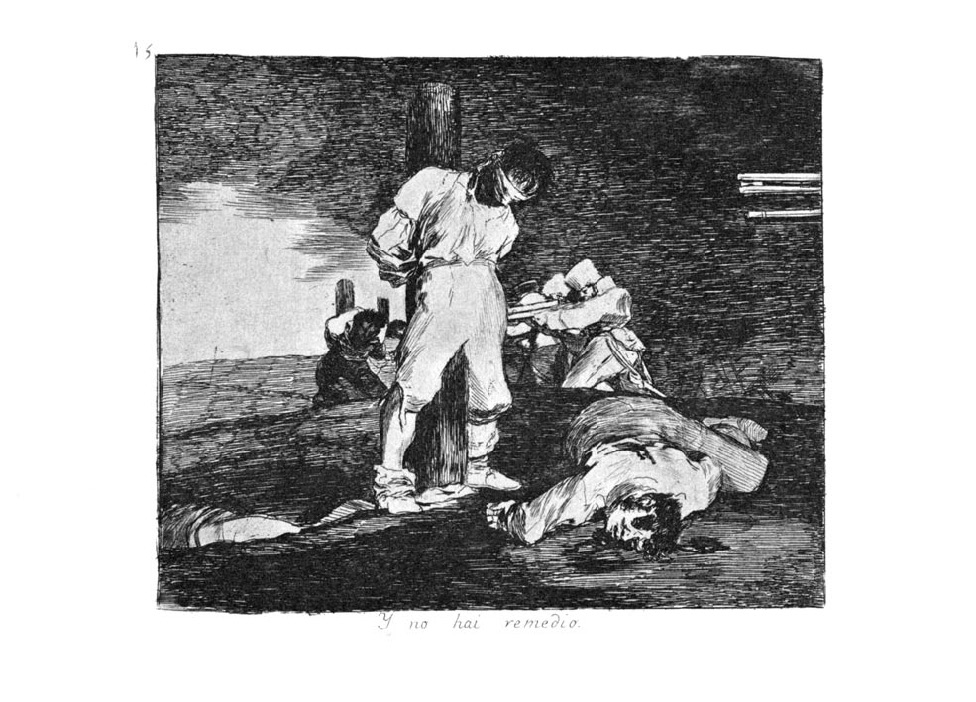
Лист 15: Ничего не поделаешь (Y no hay remedio). Расстрел пленных. Напоминает Третье мая 1808 года в Мадриде
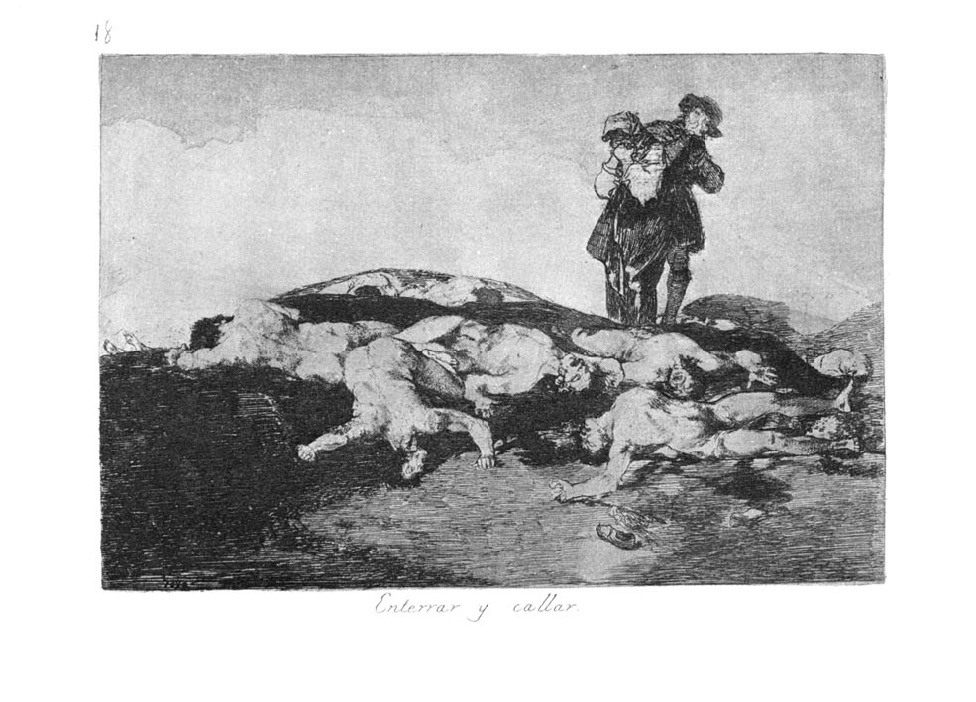
Лист 18: Хоронить и молчать (Enterrar y callar). Зверства, голод и человеческая деградация как «удивительный цвет ярости».

1- 47 листы Гойя посвятил реалистичным изображениям ужасов войны. Большая часть изображённых событий происходит после битвы; это изуродованные тела и конечности, развешенные на деревьях. И французские, и испанские войска позволяли себе издеваться над пленниками, многие гравюры содержат детальное изображение подобных бесчеловечных актов. Смерть мирных жителей тоже нашла место в серии.
Часто мирные жители следовали за армиями. Если их соотечественники побеждали, женщины и дети, искали среди убитых и раненых мужей, отцов и сыновей. Если же их сторона проигрывала, то мирные жители бежали в страхе быть убитыми и изнасилованными.

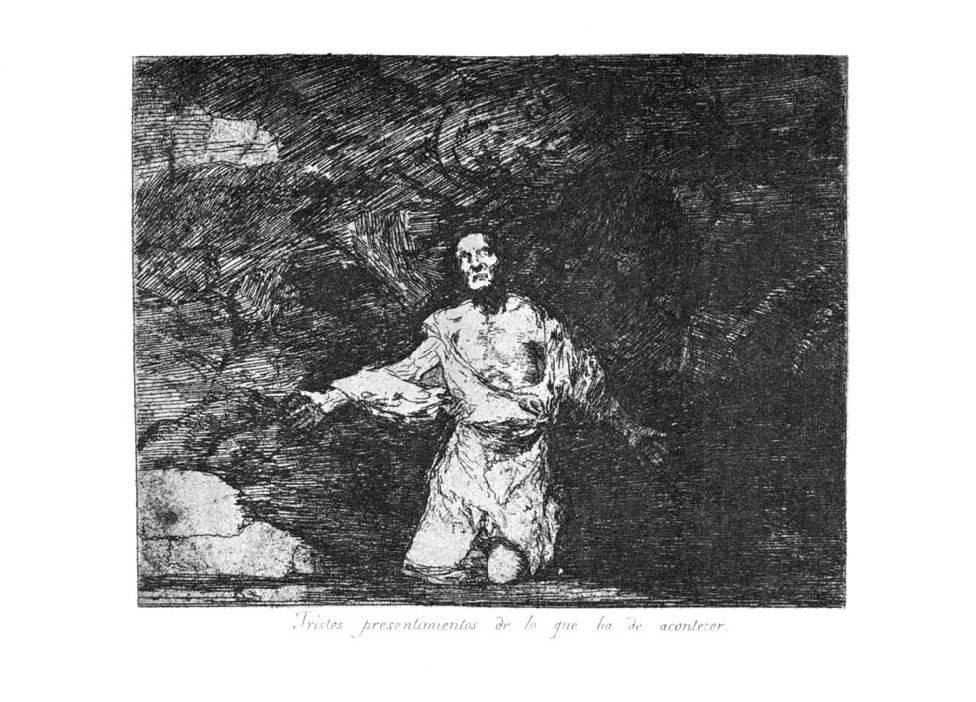
Лист 1: Мрачные предчувствия того, что должно произойти (Tristes presentimientos de lo que ha de acontecer)

Цикл начинается с гравюры «Мрачные предчувствия того, что должно произойти» (Tristes premoniciones de lo que ha de acontecer), на которой изображён коленопреклонённый мужчина с разведёнными руками. На следующих гравюрах изображены битвы с французами, которые, по выражению критика Вивьен Рейнор, «больше похожи на казаков, колющих штыками мирных жителей», а «испанцы изображаются рубящими французов». Гравюры с 31 по 39 концентрируются на зверствах и находятся в одной серии с гравюрами, посвящёнными голоду. Другие основываются на эскизах из Sketchbook-journal, в которых Гойя разрабатывал тему гротескного изображения тел в приложении к иконографии жертв пыток. В акварели «Мы не можем на это смотреть» (1814—24), выполненной индийскими чернилами, он разработал тему надругательства над телами в трагической и жалостливой манере.
В отличие от большинства ранних испанских художников, Гойя отказывается от идеала геройской гордости. Он отказывается концентрироваться на отдельных участниках. Хотя гравюры и основываются на классических произведениях, они изображают действующих лиц как безымянных жертв, а не как известных героев. Исключение составляет лист номер 7 «Какое мужество!», изображающий Августину Арагонскую, героиню Сарагосы. Августина Арагонская приносила артиллеристам еду во время осады, унёсшей 54 000 жизней. Когда все артиллеристы были убиты, Августина взяла оборону в свои руки, стреляя из пушек. Хотя считается, что Гойя не мог быть свидетелем этого происшествия, Роберт Хьюз полагает, что Гойю вдохновил на создание серии визит в Сарагосу во время затишья.

### Голод

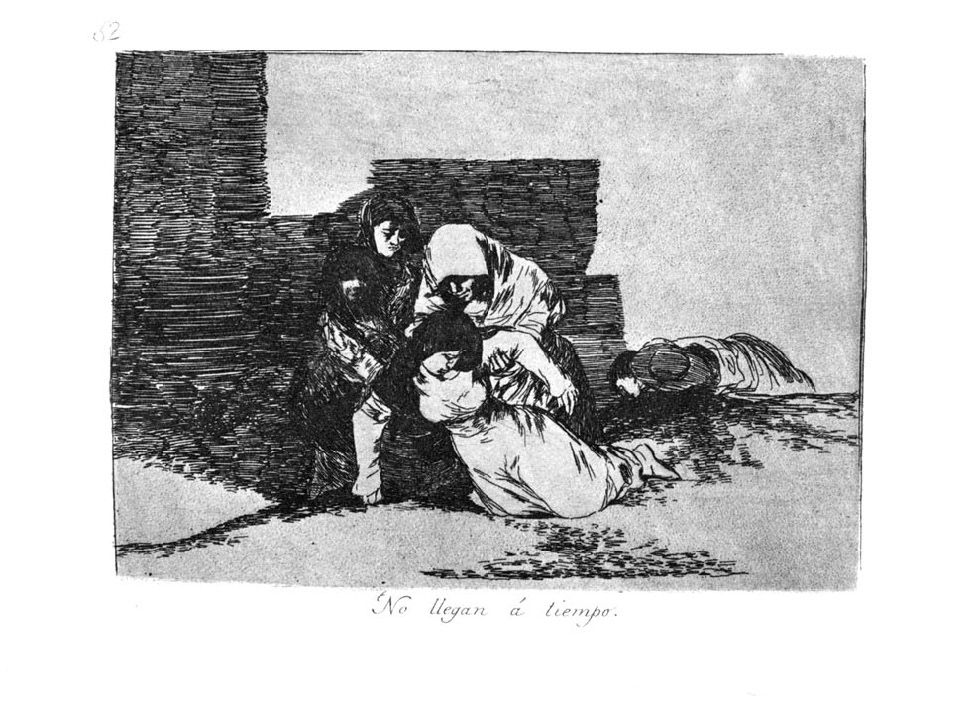
Лист 52: Они не успели (No llegan a tiempo). Две женщины, одна с ребёнком, теснятся  в развалинах дома, чтобы дать место третьей женщине.
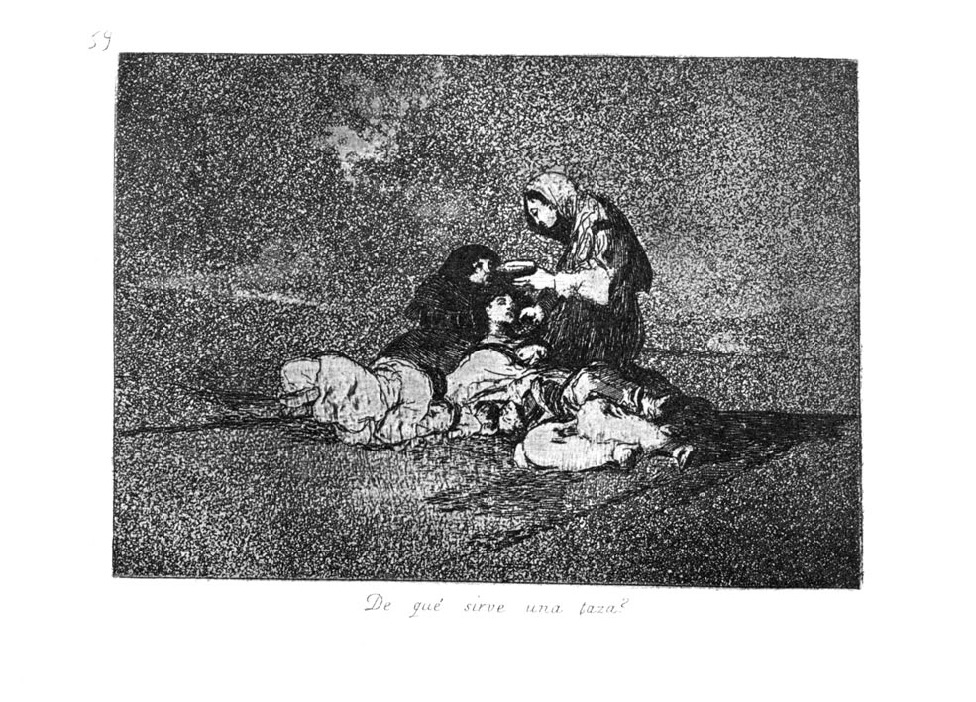
Лист 59: Что толку от чашки? (De qué sirve una taza?). Две истощённые женщины лежат на земле, одна из них находится при смерти, в то время как третья подаёт умирающей чашку воды.
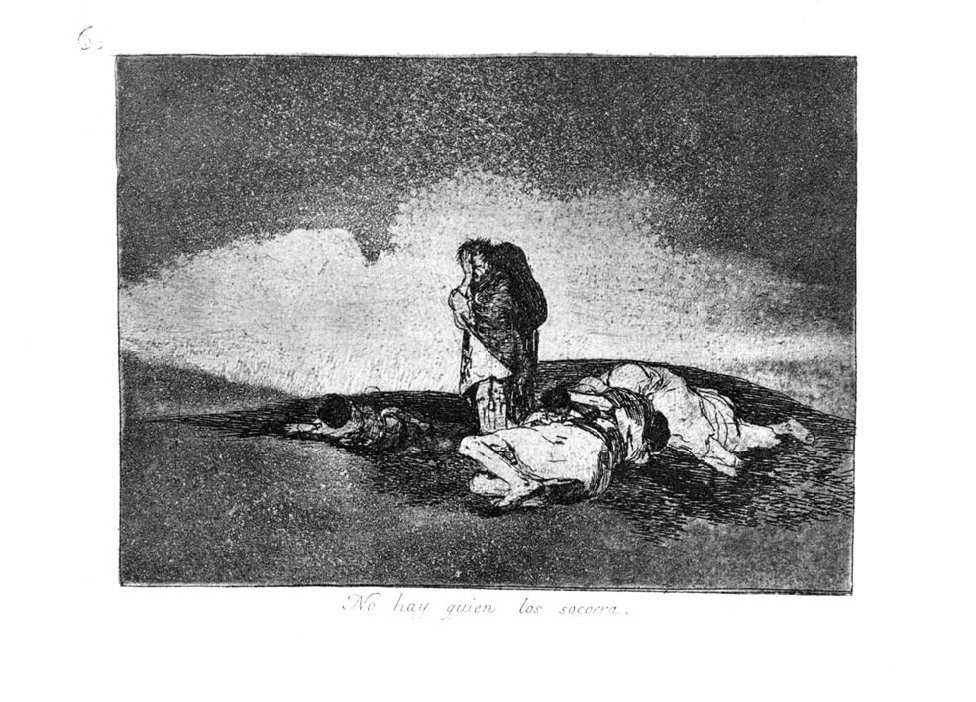
Лист 60: Никто не поможет (No hay quien los socorra). На сколе холма лежат три мёртвые женщины, в стороне их оплакивает одинокая фигура.
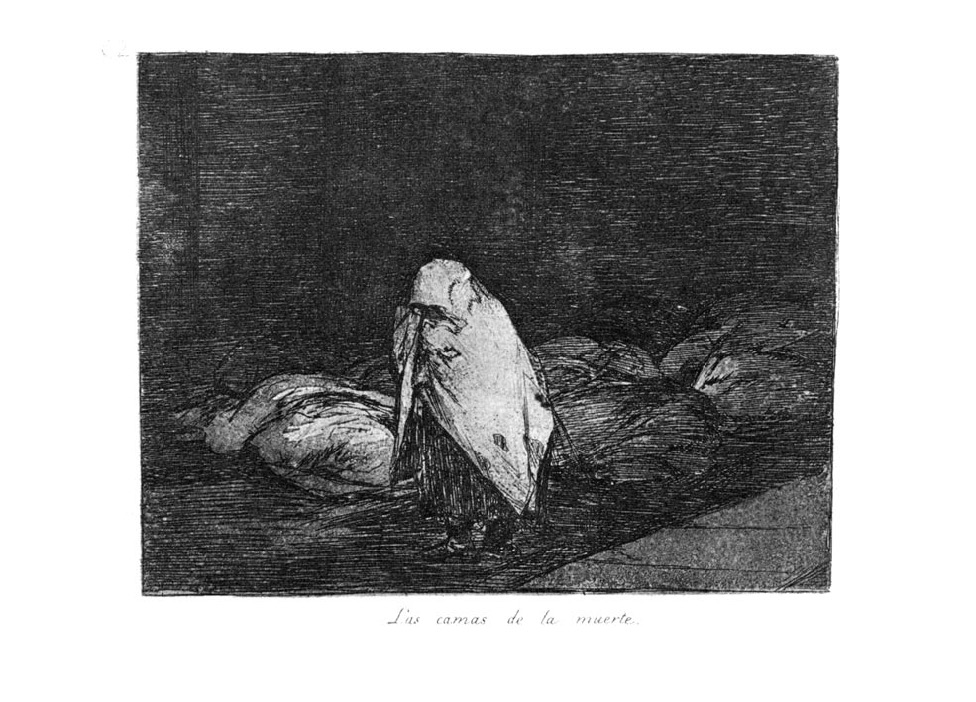
Лист 62: Смертные ложа (Las camas de la muerte). Женщина идёт вдоль многочисленных тел, готовых к погребению.

Листы 48 - 64 посвящены голоду, обрушившемуся на Мадрид с августа 1811 до освобождения города войсками Веллингтона в августе 1812 года. Голод стал причиной смерти 20000 человек. В этих офортах Гойя отходит от обобщённых сцен резни в безымянных областях Испании в сторону конкретного кошмара, наблюдавшегося в Мадриде. Голод был вызван целым рядом причин. Одной из них было то, что французские войска, партизаны и бандиты блокировали дороги, ведущие в Мадрид, тем самым поставки провизии.
Гойя не задаётся вопросом о причинах голода и не винит ни одну из сторон. Его интересует только как голод сказывается на народе. Хотя изображения этой серии основывались на впечатлениях, вынесенных из Мадрида, ни одна гравюра не изображает конкретные события. На гравюрах нет зданий, по которым можно было бы идентифицировать местность. Гойя заостряет внимание на тёмных скоплениях мёртвых и полуживых людей, мужчин, несущих женские трупы, брошенных детях, оплакивающих родителей. Хьюз считает 50-й лист «Несчастная мать!» (Madre infeliz!), самым сильным из серии. По его мнению, пространство между маленькой девочкой и телом её матери олицетворяет «тьму, представляющую собой суть потери и сиротства». Эта серия листов была предположительно завершена в начале 1814 года.

### Бурбоны и духовенство

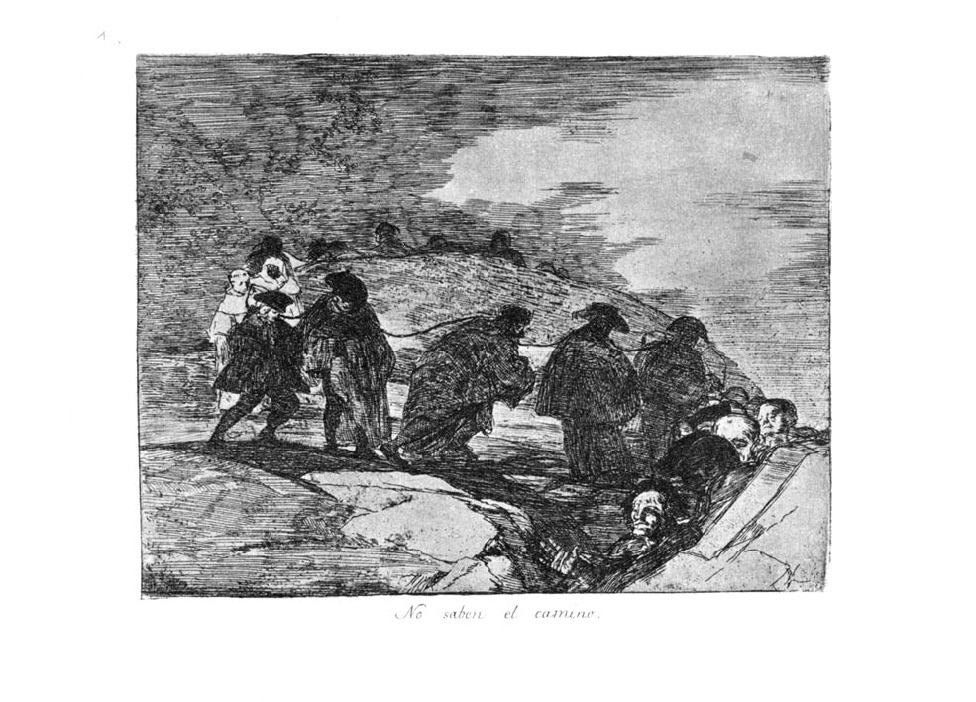
Лист 70: Не зная пути (No saben el camino). Длинная вереница связанных верёвкой пленных  идут по горной местности.
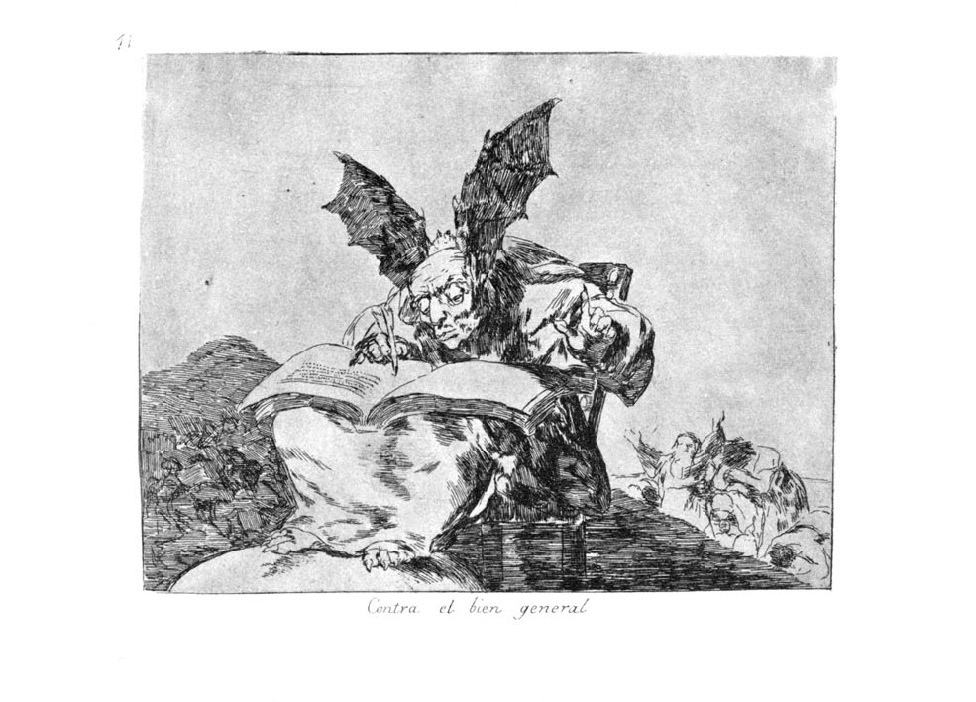
Лист 71: Против общественного блага (Contra el bien general). Крылатый демон сидит на скале и пишет в книгу, книгу судеб или книгу зла.
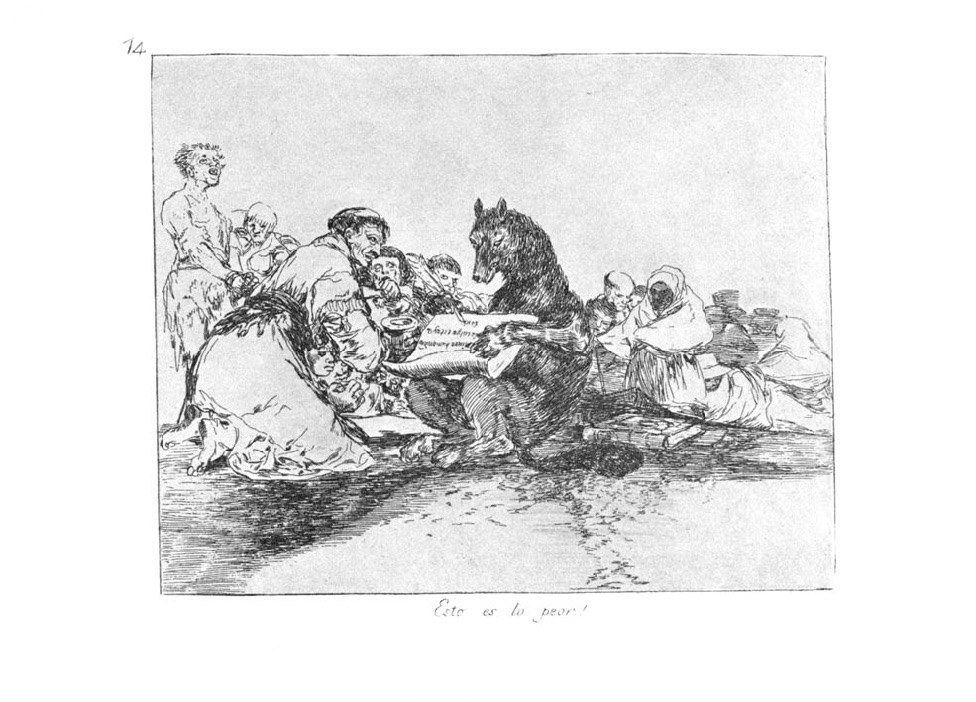
Лист 74: Это хуже всего! (Esto es lo peor!). Волк пишет приказы на свитке в окружении коленопреклонных людей и помогающего ему монаха.
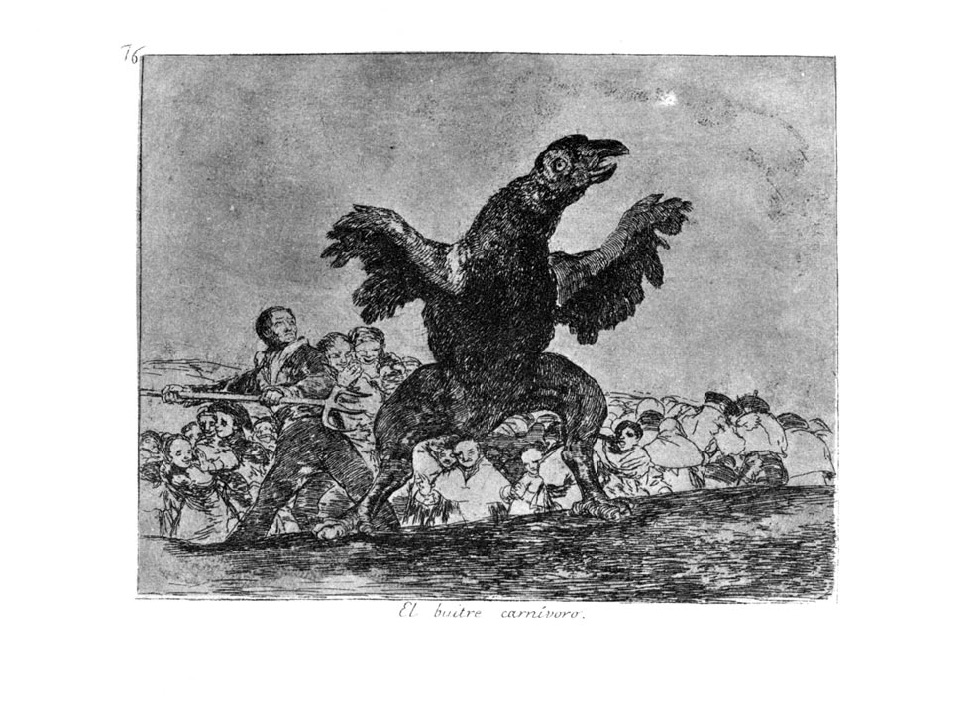
Лист 76: Плотоядный стервятник (El buitre carnívoro). Толпа людей гонится за хищной птицей.

Листы с 65 по 82 носят название выразительных капричос («caprichos enfáticos»). Они были выполнены в период с 1813 по 1820 и охватывают падение и возвращение к власти Фердинанда VII. Они содержат аллегорические сцены, критикующие послевоенную политику в Испании, включая инквизицию и пытки, распространённый атрибут суда того времени. Безусловно, мир был необходим, но он создал более гнетущую, чем ранее политическую атмосферу. Новый режим положил конец/придушил надежды либералов, к числу которых принадлежал и Гойя. Хьюз назвал эту группу листов «Бедствиями мира».
После шести лет абсолютизма, установившегося с приходом Фердинанда, Рафаэль дель Диего организовал переворот, нацеленный на восстановление Конституции 1812 года. Король был вынужден согласиться с требованиями революционеров, но уже в сентябре 1823, после периода политической нестабильности, при участии французских интервентов, конституционное правительство было смещено. Последние листы из серии, вероятно, были напечатаны не ранее, чем Конституция была восстановлена, но определённо до 1824 года, когда Гойя уехал из Испании. Сочетание оптимизма и цинизма не позволяет отнести их с определённостью к каким-либо определённым моментам в предшествовавшем водовороте событий.